# Trio The Clock
TRIO THE CLOCK（トリオザクロック）は、東京都を拠点に活動したヒップホップグループである。

## 略歴
1993年、桜美林大学の友人同士で結成。初期メンバーはKENTA、SAUSEN、ユウタ、DJのジャズ大名。芝浦GOLDにはじまり、DJ BAR INKSTICKの自主イベント"HYSTERIC MAMA"を拠点に活動する。
1994年「YOUNG MCS IN TOWN 新人ラッパーコンテスト」に出場。RIP SLYMEが優勝した同コンテストでは、後のラッパ我リヤ、KASHI DA HANDSOME率いるFLICK、FUSION COREなど名を連る。現シーンを牽引するグループが多数参加したこのコンテストは伝説といわれている。クラブチッタ川崎で行われた ZINGI主催のコンテストで準優勝後、初期メンバーのKENTA（後にBROWNIE STOREでMOUSE PEACEとして活躍）とユウタが脱退、主催イベントで別グループにいたKURAとNEGIが参加、同メンバーで各地でライブを行う。SAUSENがビートメイキングを担当。当時では珍しい和物（特にアニメやゲームミュージックのサントラ）をサンプルしたトラックは、RIP SLYMEのRYO-Zなどファンが多い。またRHYMESTERの歌丸からヒップホップ界随一のオタクと言わしめた。数々のグループに楽曲提供もしている。
1996年 にFLAVA RECORDSに参加。年末のイベントでBY PHAR THE DOPESTとBEEFがおこる。その後メンバーのKuraが留学のため脱退。活動停止となる。
しかし、2008年、あの伝説のラッパー、Brownie StoreのMOUSE the PEACEと、幻のUnit、J・O・G（Japanese Original Gangstar)のSPINACHMANが参入し、活動を再開。現在に至る。
渡米したKURAはロサンゼルスでGIANT PANDAのCHIKARAMANGAとして活躍。SAUSEN、そしてPEOPLE UNDER THE STAIRSのTHES ONEとともに、2003年TRES RECORDSを設立。LAを拠点としたアンダーグラウンドヒップホップレーベルとして人気を博している。

## メンバー
- SAUSEN（ソウセン） MC：東京都町田市出身。
- MOUSE THE PEACE（マウス ダ ピース★） MC：神奈川県横浜市出身。
- SPINACHMAN（スピナッチマン） MC：東京都町田市出身。
- DJ KENGO （ケンゴ） DJ

## 楽曲
- 『大バカヤロウ』　（1994年）
- 『夏1995』　（1995年）
- 『時をかける情緒』　（1995年）
- 『街中で愛を叫ぶケモノ』　（1995年）
- 『めぐりあい宇宙』　（1995年）
- 『Once Again』　（2009年）
- 『Grandslum』　（2009年）
- 『Groove Me』　（2009年）